# Avenida Boyacá (Buenos Aires)
La avenida Boyacá es una arteria vial de la Ciudad de Buenos Aires, Argentina.
Recibe este nombre en recuerdo de la Batalla de Boyacá, con la cual se selló la independencia de la actual Colombia (entonces Nueva Granada).
Es una avenida de 2 km de longitud, de gran movimiento comercial, que atraviesa los barrios de Flores y Villa General Mitre.

## Recorrido
La avenida empieza en su cruce con la Avenida Rivadavia, siendo continuación de la Avenida Carabobo,
Cruza las vías del ferrocarril Domingo Faustino Sarmiento a través de un paso a nivel, y al llegar a la calle Méndez de Andés, se convierte en mano única para ir al norte.
El cruce con la Avenida Gaona marca el paso hacia el barrio de Villa General Mitre. Esta esquina es conocida como la del Café La Humedad, bar de la ciudad que Cacho Castaña inmortalizó en un tango.
Al 400 se encuentra la Sede Social del Club Atlético Independiente de Avellaneda, y al 800 se encuentra el verdadero cuartel del glorioso Tifón de Boyacá (término que luego plagió una fracción de la hinchada de Argentinos Juniors para identificarse) desde 1950.
Al cruzar la Avenida Juan B. Justo se encuentra la Plaza Sáenz Peña y unos 700 m, en la intersección con la calle Juan Agustín García, se halla el Estadio Diego Armando Maradona, perteneciente al club Argentinos Juniors.
Finaliza en la Avenida Álvarez Jonte, esquina donde se encontraba el mítico "Rincón de los Artistas", siendo su continuación la calle Punta Arenas.

## Medios de transporte
Se encuentra la estación Carabobo de la Línea A del Subte de Buenos Aires, cabecera de dicha línea hasta 2013.